# Reno (film, 1930)
Pour les articles homonymes, voir Reno.
Pour plus de détails, voir Fiche technique et Distribution.
Reno est un film  pre-Code américain sorti en 1930 réalisé par George Crone. Il est produit par le studio Sono Art-World Wide Pictures. Il marque les débuts au cinéma parlat de Ruth Roland, qui ne jouera que dans un seul autre film parlant.

## Fiche technique
- Réalisateur : George Crone
- Scénario : Harry Chandlee,  Douglas W. Churchill d'après le roman de 1929 Reno de Cornelius Vanderbilt Jr.[2]
- Producteur : 	George W. Weeks
- Distributeur : Sono Art-World Wide Pictures
- Durée : 65 minutes
- Date de sortie : 1er octobre 1930

## Distribution
- Ruth Roland :  Felecia Brett
- Montague Love : Alexander W. Brett
- Kenneth Thomson : Richard Belden
- Sam Hardy : J. B. Berkley
- Alyce McCormick : Ann Hodge
- Edward Hearn : Tom Hodge
- Doris Lloyd : Lola Fealey
- Judith Vosselli : Rita Rogers
- Virginia Ainsworth : Marie
- Beulah Monroe : Mrs. Martin
- Douglas Scott : Bobby Brett
- Emmett King : Judge Cooper
- Henry Hall : Prosecuting Attorney
- Gayne Whitman : Defending Attorney
- Spencer Williams

## Musique
Le film comporte une chanson intitulée As Long As We're Together, paroles et musique Ben Bard et Leslie Barton.